# Маралік (станція)
Це стаття про залізничну станцію Маралік. Стаття про місто — Маралік
Маралік (вірм. Մարալիկ) — кінцева станція Вірменської залізниці на ділянці Гюмрі — Маралік. Ділянка є одноколійною та електрифікованою. На ділянці поїзди далекого сполучення відсутні, а приміські поїзди зі станції Гюмрі доїзджать лише до станції Пемзашен, оскільки Маралік розташований на трасі Єреван — Гюмрі і автомобільним транспортом дістатися до цих міст значно легше. Першопочатково станція була збудована для вивозу сировини з місцевих кар'єрів.